# Finlaysonia khasiana
Finlaysonia khasiana är en oleanderväxtart som först beskrevs av Wilhelm Sulpiz Kurz, och fick sitt nu gällande namn av Venter. Finlaysonia khasiana ingår i släktet Finlaysonia och familjen oleanderväxter. Inga underarter finns listade i Catalogue of Life.